# 危険なお絵描き
「危険なお絵描き」（きけんなおえかき、原題: "Fear Her"）は、イギリスのSFテレビドラマ『ドクター・フー』のシリーズ2第11話。2006年6月24日にBBC Oneで初めて放送され、脚本はマシュー・グラハム、監督はユーロス・リンが務めた。
本作の舞台は2012年ロンドンオリンピックの開会式の日のロンドンである。本作では、異星人のタイムトラベラードクターと彼の旅のコンパニオンローズ・タイラーが、孤独な少女クロエ・ウェッバーを調査する。彼女は絵に描いた人々を消滅させる能力を持っていた。
本作は却下されたスティーヴン・フライの脚本を低予算で置き換えたエピソードである。ロケは2006年に主にカーディフの Tremorfa エリアで行われ、他のシーンは1月と2月にカーディフとニューポートのスタジオで撮影された。グラハムは当初、後に放送されることになる暗いフィナーレを和らげる、子供向けのソフトなエピソードを執筆するよう依頼された。本エピソードはイギリスで714万人の視聴者数を記録し、評価指数は83であった。本作は住宅地を舞台にしたことと演技が批評家から高い評価を受け、型通りで普通のプロットであることが批判された。グラハムはこのエピソードを楽しんだ子供たちから手紙を受け取ったが、後に大人のファンからの反応が良くないことも知った。

## 制作

### 脚本
脚本家マシュー・グラハムは、番組責任者ラッセル・T・デイヴィスに本作が予算を削減された上に舞台が住宅街になることを告げられたが、それでもエピソードの執筆を依頼されたことに興奮した。さらに暗いフィナーレが続いて放送されるため、大人や年配の『ドクター・フー』のファンよりも子どもたちを対象にしたエピソードを最初から作り始めた、とグラハムは2011年に主張した。デイヴィスは特別に、7歳の息子のために執筆するようグラハムに依頼した。
本エピソードの初期草案は "Chloe Webber Destroys the Earth" というタイトルで、後に "You're a Bad Girl, Chloe Webber" に改められ、そのうち1つは別の惑星を舞台にしていた。

### キャスティングと撮影

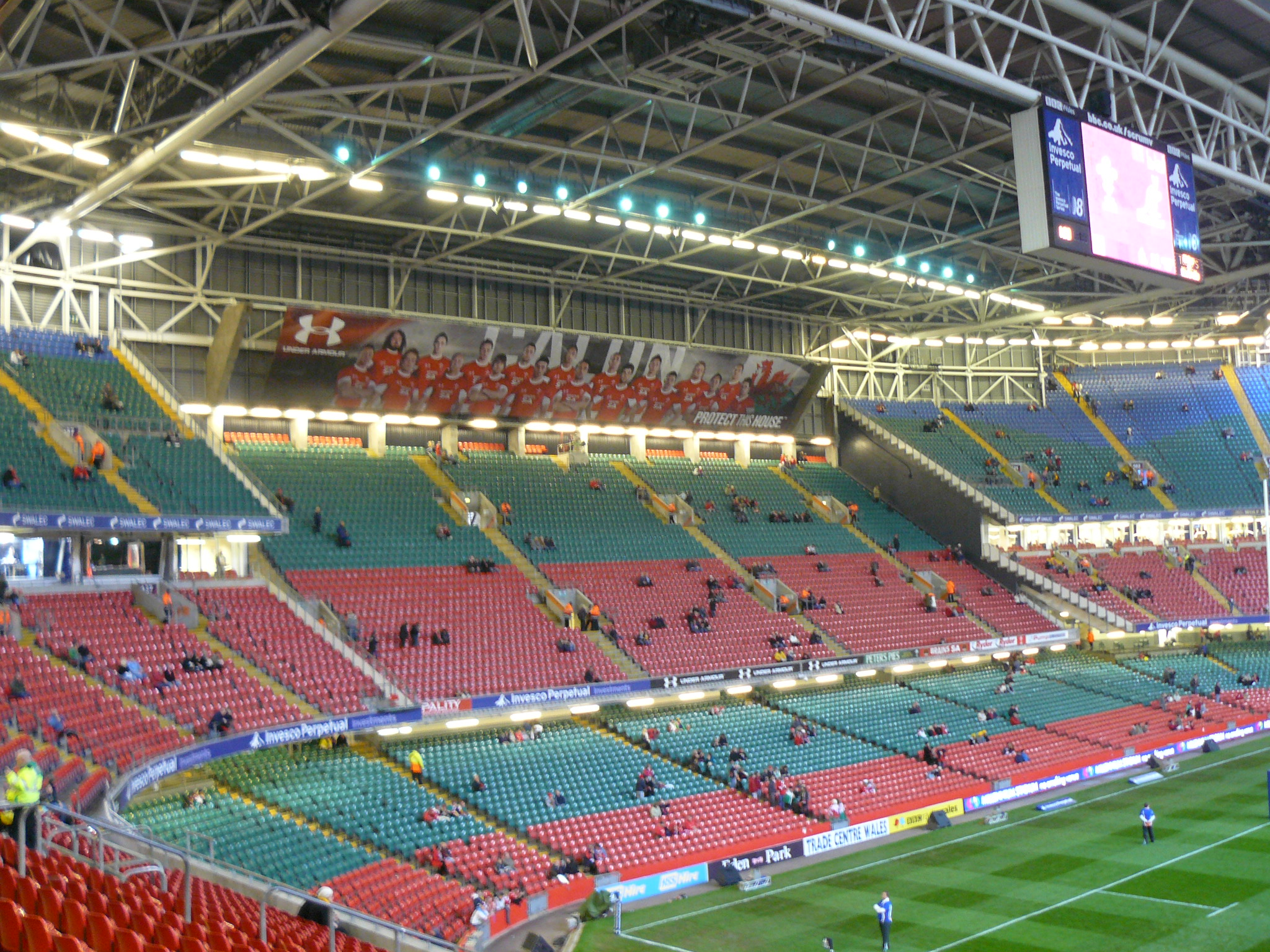
オリンピックスタジアムに使用されたカーディフのミレニアム・スタジアム

トリッシュ・ウェッバー役ニーナ・ソシャーニャとケル役アヴドゥル・サリスは2003年の映画『ラブ・アクチュアリー』に出演していた。クロエ・ウェッバー役のアビソラ・アグバエは、キャスティングディレクターのアンディ・プライオーが役のオーディションを行っていた課外活動のドラマクラブで見つけ出された。アグバエはクロエの通常人格とアイソラスに憑依された状態の両方を演じ、後者はアグバエ自身も気味が悪いと感じた。アイソラスとして演技する際には彼女は囁き声を出す必要があり、ポストプロダクションでエコーが加えられた。彼女はハスキーボイスだったため囁くことに難しさを覚えた。アグバエが絵を描き、シリーズのストーリーボーダーであるシャウン・ウィリアムズが食器棚に父親を描いた。

## 放送と評価
「危険なお絵描き」はイギリスで2006年6月24日にBBC Oneで初めて放送された。イギリスでの当夜の視聴者数は660万人で、番組視聴占拠率は39.7%を記録した。視聴者数の最終合計値は714万人で、その週のBBC One の番組で12番目に視聴者が多かったことになる。本作の評価指数は83を記録した。日本では2007年2月27日にNHK BS2で、2008年2月19日にNHK教育で放送された。2011年3月27日には LaLa TV で放送された。
グラハムはこのエピソードに満足しており、エピソードを楽しんだ子供たちからの手紙も受け取った。より年上のファンが否定的な反応を示したと知った際、彼は「ああ、残念だが、この作品は彼らのためのものではないということだ("Well, it's a shame that they have, but it wasn't mean for them".)」と発言した。IGNのアフサン・ハクは本エピソードを10段階評価で5とした。彼は終盤の母と娘の結び付きが機能したとして、演じたクロエ・ウェッバーとしてアグバエの能力を十分と評価し、気味の悪さを発揮したとコメントした。一方で彼は本作を平坦かつ形式通りと呼び、その全てをやや面白みに欠けると論評した。また、スタジアムから観客が失踪してドクターが聖火ランナーを引き継ぐといった場面については、「意味がなく、エピソードを不必要に大げさにするだけの役に立った、苛立たせるように自己を美化する瞬間」と酷評した。彼は本作と「テレビの中に住む女」を比較し、後者の方が遥かに面白く、「危険なお絵描き」は独創性とユーモアに欠けると感じた。SFX のデイヴ・ブラッドレイは「危険なお絵描き」に5段階評価で3をつけて普通と表現したが、壮大な冒険がやって来る前の一息と考えた。彼は劇中の会話を一部褒め、行動を1つの屋内作業に制限する閉所恐怖症の効果と考えた。Now Playing のライターであるアーノルド・T・ブランバーグは本作をB+とした。彼はゲスト出演者を適切なだけであると感じ、アグバエの演技を「まともではあるが印象に残るわけではない」と表現した。また、彼はストーリーはたどたどしく感じられたが、ドクターとローズの楽しい関係と良い印象の終幕のため上手く機能したと表現した。
2011年、SFX は本エピソードの賛否両論を示す記事を発表した。"Defence" では、マイナーな役が多く演じられた中で、ソサーニャとアグバエは非常に良い演技で、ローズのルイス警部とドクターのモース警部としての役割が見られて素晴らしいとし、典型的な住宅街で異常現象が起こることと、モンスターの登場がなかったことが効果的であったと考えた。一方で "Prosecution" では、「安っぽい終幕のチープな埋め合わせ」と表現され、モンスターがいないことにも酷く失望したと書かれた。Topless Robot からは本作に対して10代目ドクターのエピソードで3番目に酷いものという烙印を押された。2009年の Doctor Who Magazine で読者によって行われた『ドクター・フー』のストーリー全200話の格付けでは、「危険なお絵描き」は200話のうち192位に就き、新シリーズで最低位を記録した。2014年の Doctor Who Magazine で読者によって番組50年分全話のランク付けが行われた際には、「危険なお絵描き」は241話中の240位に転落し、新シリーズで最低というだけでなくクラシックシリーズも含めた全てにおいて最下位から2番目となった。なお、最下位は6代目ドクターが初めて本格登場した The Twin Dilemma だった。

## ロンドンオリンピック
現実の2012年ロンドンオリンピックでは、デイヴィッド・テナントの後任である11代目ドクター役のマット・スミスがカーディフで聖火ランナーを担った。代が異なるとはいえドクター役の俳優が実際に聖火を持って走ったという事実にフーヴィアンは大きく反応を見せた。